# 園田凌士
園田 凌士（そのだ りょうじ、1975年9月23日 - 2014年3月27日）は、日本の作詞家、歌手、俳優である。鹿児島県出身。園田利隆（としたか、本名）、園田有吾（ゆうご）、Ryoji Sonoda、RYOJI SONODA、おのりく（RIKU ONO）の名でも活動していた。

## 経歴
- 1992年、九州朝日放送のバラエティ番組『ドォーモ』が主催する公開オーディション「第1回 駅から始まるオーディション」にてグランプリを受賞[1]。
- 1995年7月21日、島野聡とのユニット「Love Lights Fields」を結成し、BMGビクターからCDデビュー。園田はメインボーカル・作詞を担当した[1]。
- 1996年4月8日より、単独でオールナイトニッポン月曜第2部（当時）のパーソナリティーを担当（～同年12月23日まで）。
- 1998年、「Love Lights Fields」解散[1]。MISIA「恋する季節」に共作で詞を提供し、作詞家としての活動を始める[1]。
- 2007年11月21日、ユニット「ミライ・ドライヴ」でCDリリース。
- 2009年3月11日発売の東方神起 「Take Your Hands」に歌詞提供。
- 2009年4月27日、覚醒剤取締法違反の疑いで逮捕される[2]。
- 2010年12月より、おのりく（RIKU ONO）に改名。芸能活動を再開。しかし、この芸能活動は極めて限定的なものであった。
- 2014年3月27日、急性心筋梗塞のため急逝した[3]。享年38歳。前述の逮捕の影響からか、2010年以後は実家のある熊本県に戻っていたようであり、事実上の引退状態となっていた。

## ユニット
- Love Lights Fields
  - 作曲家・島野聡とのユニット。メインボーカルと作詞を担当する。
  - 1995年8月23日、アルバム『message from od』で、BMGビクターからデビュー。1998年解散。

- ミライ・ドライヴ
  - 福間剛とのデュオ。ボーカル（サブ）と作詞を担当する。
  - 2007年11月21日、シングル「Fighting Spirit」で、日本クラウンからデビュー。

- 愛火光
  - 台湾・韓国・香港で活動。

## 作品

### CD
- Life with music（2009年1月1日） - 6曲（ボーナス・トラック込みで7曲）入りの自主制作盤。

### 主な歌詞提供
下記のほか、声優やアニメ作品に多く提供している。
- 1998年
  - 田原俊彦 「キミニオチテユク」「愛たい・会えない・切ない」「永遠」
  - 中森明菜 「祝福」
  - MISIA 「恋する季節」[注釈 1]
- 1999年
  - Coming Century 「Harlem Summer」
  - SMAP 「君を好きになって」
  - Whoops!!（坂本真綾、樋口智恵子） 「忘れないよ…」「友達の彼」「Private time」「With」
- 2000年
  - JAYE'S MASS CHOIR 「Go my way!」
- 2001年
  - てん・むす 「Graduation」
- 2002年
  - Calyn 「Poplar」
  - BoA 「NO.1」「flower」
  - 未来-MIKU- 「キスしてもっと…」
- 2003年
  - 市井紗耶香 in CUBIC-CROSS 「ずっとずっと」
  - r.o.r/s 「感情不感情」「Cross Pain」
- 2004年
  - hiro 「光の中で」[注釈 2]
  - BoA 「OVER〜across the time〜」「心の手紙」
  - 星井七瀬 「すみれ」「My Friend」
- 2005年
  - 飯田圭織 「同じ場所で」
  - Zwei 「白い街」「∞ 〜infinity〜」[注釈 3]
  - 東方神起 「Eternal」
  - 水樹奈々 「Inside of mind」
  - リュ・シウォン 「36℃」
- 2006年
  - 華原朋美 「運命の糸」
  - 杉山清貴 「Gift」「情熱楽園」「愛が燈る場所」
  - BoA 「Love is just what you can't see」
  - 水樹奈々 「Late Summer Tale」
  - 豊実琴（鎌苅健太）・四方谷裕史郎（藤田玲）・河野亨（佐藤健） 「Treasure」
- 2007年
  - 杉山清貴 「Sound of the earth」「由比ヶ浜。君と…」
  - 東方神起 「PROUD」「Love in the Ice」「Forever Love」
  - BoA 「Prayer」「Gracious Days」「Sweet Impact」
  - 水樹奈々 「Sing Forever」
  - リュ・シウォン 「Spring blows」[注釈 4]
  - ロイア（水樹奈々） 「風の吹く場所」
- 2008年
  - 赤夜萌香（水樹奈々） 「赤い情熱」
  - カンノユウキ 「Casting Dice」
  - 東方神起 「Purple Line」「DARKNESS EYES」「WILD SOUL」「Maze」「呪文-MIROTIC-」
  - BoA 「My Way, Your Way feat. WISE」[注釈 5]
  - 水樹奈々 「COSMIC LOVE」「DISCOTHEQUE」
  - 佐藤ひろ美「INTENTION」
- 2009年
  - 東方神起 「Take Your Hands」
  - ミトカツユキ 「Angel」「旅立ちのうた feat. CARZOCK」
  - 小西遼生　「アカルイミライ」（小西遼生との連名。映画「花ゲリラ」主題歌。同サウンドトラックアルバムにのみ収録）
- 2012年
  - Buono! 「DEEP MIND」
- 2013年
  - 細川たかし 「屋久島」

### 映画
- リスルメ（2005年） - 監督、脚本。

### GAME
- 2013
  - PlayStation Vita「閃乱カグラ」エンディングテーマ

## 出演

### テレビドラマ
- 英二ふたたび（1997年1月24日、フジテレビ）
- 勝利の女神4（2009年4月、チバテレビ） - 司会者役。脚本も共同で担当。

### ラジオ
- 園田利隆のオールナイトニッポン（1996年4月 - 同年12月、ニッポン放送）
- CITY FRIDAY JUNGLE 内DREAM CALLING（1996年10月 - 1997年5月、熊本シティエフエム）
- INTER X-Press JAPAN（1996年12月 - 1997年2月、bayfm）
- 園田凌士の五線譜にのせたMessage（2007年7月 - 同年9月、かつしかFM）